# John Klein (músico del carillón)
John Klein (Rahns, Pensilvania, 21 de febrero de 1915- Collegeville, Pensilvania, 30 de abril de 1981), fue un versátil músico y director de orquesta estadounidense, conocido en su país, en Canadá, Bélgica, Irlanda y Austria como un distinguido músico del carillón. 

## Vida artística
Con múltiples talentos como compositor, arreglista, maestro, autor, organista y pianista. Su música, popular a la clásica, atrae a una gran audiencia. Durante su carrera musical que incluye 45 discos de carillón y 450 composiciones publicadas, Klein apareció en las ferias mundiales de Nueva York, Seattle y Bruselas (donde tocaba el carillón dos veces al día) en 1958. Klein era dueño de una tienda de antigüedades cercana en Rahns, Pensilvania, cuando se le pidió que participara en este proyecto, la Expo 67 de Montreal, el Festival de Música de Salisbury, Austria y el Festival Internacional de Música de Cobh, Irlanda.
Como recitalista fue invitado en los carillones "presidenciales", Klein ha tocado las campanas en la Capilla Memorial Dwight D. Eisenhower, la Biblioteca Harry S. Truman y la Biblioteca Memorial Herbert Hoover.
Como arreglista y compositor musical, Klein fue el primero en combinar el carillón con orquesta y coro. Ha sido compositor / arreglista musical para escenarios, pantallas, programas de radio y televisión y ha escrito música de cámara, música coral y jingles comerciales.
Ígor Stravinski, Paul Hindemith y Nadia Boulanger han estado entre los maestros de Klein. Fallece a los 66 años.

## Discografía

### Álbumes de estudio
- 1957 - Caroling On The Carillon
- 1959 - Around The World On A Carillon
- 1959 - A Christmas Sound Spectacular
- 1960 - The New Sound America Loves Best
- 1961 - From The Bells Of Liberty At The Liberty Memorial
- 1962 - Bells On High-Fi
- 1964 - Let's Ring The Bells All Around The Christmas Tree
- 1967 - Bells In Toyland
- 1967 - Carillon Recital - W. Rickert Fillmore Dedication Service

### Álbumes recopilatorios
- 2018 - A Christmas Sound Spectacular/Let's Ring The Bells All Around The Christmas Tree

## Obras y reconocimientos
Como autor, su libro de dos volúmenes, "Los primeros cuatro siglos de música" ha sido traducido a idiomas extranjeros y su "Arte de tocar el carillón moderno" incluye instrucciones, composiciones originales, transcripciones y arreglos.
Klein fue honrado por la Sociedad Estadounidense de Compositores, Autores y Editores, de la cual era miembro. También fue miembro del American Guild of Organists.
- Música de Navidad... Espectacular: Es un álbum de música navideña, publicado originalmente en 1959, bajo el nombre "A christmas sound spectacular John Klein".

- Felices Fiestas: En 1964 grabó este segundo LP navideño, llamándolo “Let's Ring The Bells All Around The Christmas Tree” convirtiéndose en un clásico. Su nombre en español fue "Felices Fiestas".

- Bells In Toyland: Este sería su último disco con el sello RCA, en 1967, y en español sería conocido como "Campanas en la tierra de los juguetes".